# DB-Baureihe VT 92
Unter der Baureihenbezeichnung VT 92, ab 1968 692, setzte die Deutsche Bundesbahn von 1951 bis 1978 einen dieselhydraulisch angetriebenen Versuchs- und Schlepptriebwagen ein.

## Geschichte
1951 erhielt die Deutsche Bundesbahn durch Umbau bei MAN aus dem 1932 von der Waggonfabrik Wismar gebauten Triebwagen 872 zunächst einen Versuchsträger für neu zu beschaffende schnelle Dieseltriebwagen. Der geplante Umbau des zweiten erhaltenen Triebwagens der Bauart unterblieb. Aus dem als „Kartoffelkäfer“ bezeichneten Einzelgänger wurden in der Folge dann die Baureihen VT 08 und VT 12 entwickelt. Am VT 92 wurde erstmals das später als „Eierkopf“-Design bezeichnete stromlinienförmige Design realisiert, welches außer bei den VT 08 und VT 12 auch bei den Baureihen ET 56, ET 30 und ETA 176 verwendet wurde. 1968 erhielt der Triebwagen die Baureihenbezeichnung 692. Das Ausbesserungswerk Nürnberg setzte ihn bis in die 1970er Jahre als Schlepptriebwagen ein. Er wurde am 21. Dezember 1978 ausgemustert.

## Konstruktive Merkmale
Zwar waren zunächst zwei Triebdrehgestelle geplant, gebaut wurde er aber mit einem Triebgestell, das Platz für schnelllaufende Motoren der gängigen Hersteller bot. Zunächst erhielt das Fahrzeug eine Antriebsanlage mit 800 PS von Maybach. Diese wurde bald durch einen 1000-PS-Motor ersetzt. Anfang 1952 folgte ein 800-PS-Motor von MAN, im Dezember 1952 ein 1000-PS-Motor von Daimler-Benz. Es wurden verschiedene Aggregate erprobt.
Für die Front des Fahrzeugs wurde eine strömungstechnisch günstige Kopfform entwickelt. Sie hatte sieben kleine im Halbkreis angeordnete Fenster. Der Triebwagen erhielt normale Zug- und Stoßvorrichtungen, die Puffer wurden verkleidet. Die Kühlluft für die Motoren wurde durch Schlitze im Dachbereich angesaugt.
Eine Inneneinrichtung für den Passagierverkehr wurde nicht eingebaut. Die erste Farbgebung war: schwarzes Dach, oranges Fensterband, braunrote Seitenwand, schwarze Schürze. Getrennt wurden die Farben durch einen hellen Zierstrich. 1959 wurde der Triebwagen purpurrot lackiert, 1966 erhielt er eine Farbgebung, die den Serientriebwagen angeglichen war, rot mit einem schwarzen Keil am Führerstand sowie einem breiten hellen Zierstreifen zwischen Wagenkasten und Schürze.

## Verbleib
Ausgemustert wurde der VT 92 Ende 1978 nach einer Laufleistung von mehr als 1,5 Millionen Kilometern, war dann mehrere Jahre als Leihgabe im Eisenbahnmuseum Nördlingen und in der Außenstelle Lichtenfels des Verkehrsmuseums Nürnberg ausgestellt, bevor er 2003 in Lübeck abgestellt wurde. Ein Kreis von ursprünglich acht Personen kaufte Ende 2005 den „Ur-Eierkopf“ kurz vor der Verschrottung und möchte diesen der Nachwelt erhalten. Das Fahrzeug steht heute in Bockenem, Landkreis Hildesheim. Die Wiederherstellung der Fahrtauglichkeit soll bis zum 200-jährigen Jubiläum der Eisenbahn in Deutschland im Jahr 2035 erfolgen, die Kosten hierfür in Höhe von voraussichtlich etwa 400.000 Euro werden über Spenden aufgebracht.